# Daniel Mauricio Torres
Daniel Torres (Bogotá, Colombia, 28 de junio de 1993) es un futbolista colombiano. Juega como volante mixto.

## Trayectoria

### Inicios
Ha pasado por todas las categorías de las divisiones inferiores de  Millonarios desde el año 2005. Es admirador de tres grandes referentes de la hinchada azul, Pedro Franco, Jhon Mario Ramírez y Ricardo Lunari. Hizo parte del equipo que fue campeón en el Campeonato Juvenil (Colombia) 2010 y no pudo participar en la Copa Libertadores Sub-20 2011 por una lesión. Ha sido seleccionado por Bogotá en las categorías juveniles.

### Millonarios FC
Debutó como profesional el miércoles 30 de agosto de 2012 en el partido que Millonarios derrotó 2-0 al Real Cartagena en Cartagena en cumplimiento de la sexta fecha del Torneo Finalización del Fútbol Profesional Colombiano ingresando al minuto 89 por Erik Moreno.
Hizo parte de la nómina campeona del Torneo Finalización 2012, siendo el jugador más joven de aquel equipo.
Torres hace parte de la nueva camada de jugadores bogotanos provenientes de la cantera albiazul. 
A inicios del año 2015 Torres sufre una lesión en un entrenamiento que lo aleja de las canchas durante tres meses y por lo tanto no es inscrito para el Torneo Apertura 2015 de la Categoría Primera A colombiana.
El 14 de diciembre de 2015 se le comunica su carta de no renovación con el club embajador.

## Clubes
| Club        | País     | Temporadas  |
| ----------- | -------- | ----------- |
| Millonarios | Colombia | 2012 - 2015 |

## Estadísticas
| Club                | Temporada           | Liga  | Liga  | Copa Nacional | Copa Nacional | Copa Internacional | Copa Internacional | Total | Total | Prom. · |
| Club                | Temporada           | Part. | Goles | Part.         | Goles         | Part.              | Goles              | Part. | Goles | Prom. · |
| ------------------- | ------------------- | ----- | ----- | ------------- | ------------- | ------------------ | ------------------ | ----- | ----- | ------- |
| Millonarios         | 2012                | 1     | 0     | 0             | 0             | -                  | -                  | 1     | 0     | 0,0     |
| Millonarios         | 2013                | 1     | 0     | 5             | 0             | -                  | -                  | 6     | 0     | 0,0     |
| Millonarios         | 2014                | 4     | 0     | 7             | 0             | -                  | -                  | 11    | 0     | 0,0     |
| Millonarios         | 2015                | 0     | 0     | 0             | 0             | -                  | -                  | 0     | 0     | 0,0     |
| Millonarios         | Total               | 6     | 0     | 12            | 0             | 0                  | 0                  | 18    | 0     | 0,0     |
| Total en su carrera | Total en su carrera | 6     | 0     | 12            | 0             | 0                  | 0                  | 18    | 0     | 0,0     |

## Palmarés

### Campeonatos nacionales
| Título              | Club        | País     | Año  |
| ------------------- | ----------- | -------- | ---- |
| Torneo Finalización | Millonarios | Colombia | 2012 |